# Долихос
До́лихос, или Коко́рник (лат. Dólichos) — род растений семейства Бобовые (Fabaceae), произрастающих в тропических и субтропических районах субсахарской Африки и Азии.

## Ботаническое описание
Многолетние травы и кустарнички; иногда лианы длиной до 3—4 метров, но могут достигать и более 10. Соцветия образованы многоцветковыми кистями. Цветки крупные самоопыляющиеся могут быть белого, фиолетового и жёлтого цвета. Бобы двух-четырёх семенные, широкие и сплюснутые, с заострённым клювовидным кончиком. Семена эллиптической формы, сплюснутые и с рубчиком. 

## Таксономия
Род насчитывает около 70 видов. 
Некоторые виды:
- Dolichos angustifolius Eckl. & Zeyh.
- Dolichos trilobus L. typus[1]
- Dolichos trinervatus Baker

Широко известный и распространённый в культуре вид, ранее относимый к роду Долихос (Dolichos lablab), ныне выделен в олиготипный род Lablab Adans. под названием Lablab purpureus (L.) Sweet [syn.  Dolichos lablab — лобия, или гиацинтовые бобы, или египетские бобы]. Происходит из предгорий Килиманджаро, откуда проник в Египет и Азию. Культивируется как однолетние пищевое и кормовое растение. Выращивается во многих странах Азии, Африки и Южной Америки, на территории СССР возделывался на Кавказе и в Крыму.